# چکاوک‌های کاکلی
چکاوک‌های کاکلی (نام علمی: Galerida) نام یک سرده از تیره چکاوک است.

## گونه‌ها
- چکاوک کاکلی، Galerida cristata
- چکاوک مغربی، Galerida macrorhyncha
- چکاوک تکلا، Galerida theklae
- چکاوک مالابار، Galerida malabarica
- چکاوک آفتاب، Galerida modesta
- چکاوک سایکس، Galerida deva
- چکاوک منقاربزرگ، Galerida magnirostris